# Gyrostelma
Gyrostelma är ett släkte av oleanderväxter. Gyrostelma ingår i familjen oleanderväxter.
Kladogram enligt Catalogue of Life:
| Gyrostelma | \| \| Gyrostelma bornmuelleri \| \| \| \| \| \| Gyrostelma oxypetaloides \| \| \| \| |
|            | \| \| Gyrostelma bornmuelleri \| \| \| \| \| \| Gyrostelma oxypetaloides \| \| \| \| |
|            | Gyrostelma bornmuelleri                                                              |
|            |                                                                                      |
|            | Gyrostelma oxypetaloides                                                             |
|            |                                                                                      |